# Dloubání v nose

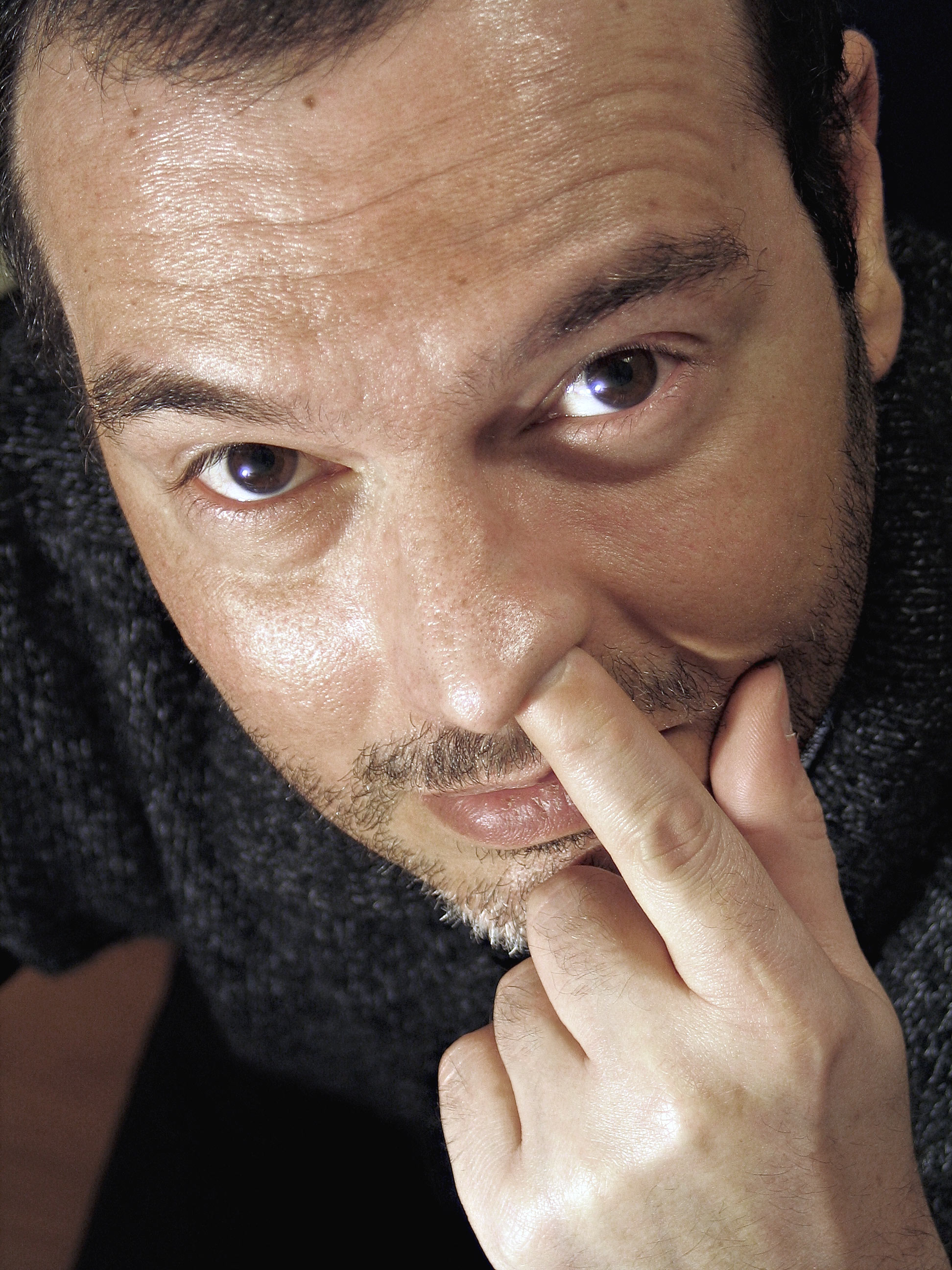
Muž dloubající (šťourající) se v nose

Dloubání v nose, popř. šťourání se v nose je činnost, při níž se jedinec zaměřuje na vydloubávání suchých hlenů (hovorově holubů) z vlastního nosu. V odborné literatuře se můžeme setkat s pojmem rhinotillexis (řecky rhinos – nos, tillexis – dloubání).
Dloubání v nose a následné pojídání nasálního hlenu je mezi lidmi považováno za jeden z nejnepřípustnějších zlozvyků.[zdroj⁠?!]